# Tamar (Cornualla)
El Tamar (AFI [ˈteɪmɑr]) és un riu de Gran Bretanya que forma la major part del límit entre Cornualla (a l'oest) i Devon (a l'est).
Tot i que neix a menys de 6 km de la costa nord de Cornualla, flueix cap al sud i desemboca al mar al canal de Plymouth, al Canal de la Mànega.